# Can Turull (Sentmenat)
Can Turull és un edifici del municipi de Sentmenat (Vallès Occidental) que forma part de l'Inventari del Patrimoni Arquitectònic de Catalunya.

## Descripció
És un edifici rectangular de tres plantes i tres crugies, de les quals la central és més ampla. La coberta és a dues vessants amb el carener perpendicular a al façana. La composició funcional ve determinada per dues sales superposades que resolen la distribució interior. Actualment només es fa vida a la planta primera. Hi ha diversos còssos annexos afegits a la construcció original.
La sala i la cuina estan cobertes per voltes d'ansa-paner, les cambres del pis per bigues de fusta i revoltons. La façana ha estat molt modificada però encara hi queden algunes finestres de pedra treballada, dues d'elles amb motllures i llindes, una de les quals porta la data 1785 i l'altra té gravada una creu. Portal adovellat amb un arc escarser i un escut en relleu a la clau.

## Història
La documentació del mas s'inicia el segle xii. Era una de les grans masies del territori del Condal.